# Montanus (Prophet)
Montanus (altgriechisch Μοντανός Montanós, verstorben vor 179 n. Chr.) war eine charismatische Persönlichkeit des kleinasiatischen Christentums. Er leitete zusammen mit Priscilla und Maximilla eine Gruppe, die sich als „die Neue Prophetie“ bezeichnete und großen Zulauf hatte. Erst im 4. Jahrhundert prägte Kyrill von Jerusalem für diese Bewegung den Ketzernamen Montanismus.

## Leben und Lehre
Über Montanus ist wenig bekannt. Er wirkte in Phrygien (heute in der Zentraltürkei). Dass er der Gründer der später nach ihm benannten Bewegung gewesen wäre und Priscilla und Maximilla seine fehlgeleiteten Anhängerinnen, entspricht einem Topos der altkirchlichen Häresiologie: ein männlicher Häresiarch und von ihm verführte Frauen. Aus den Angaben bei Eusebius von Caesarea schließt Christine Trevett, dass Montanus ein Organisator der Versammlungen gewesen sei, die im Ort Pepouza stattfanden. Er sammelte Geld ein, von dem Verkündiger der Neuen Prophetie bezahlt wurden. Er war Eusebius zufolge aber auch ein prophetischer Lehrer, der Fastengesetze erließ und die Auflösung von Ehen anordnete. Die Evidenz reicht daher nach Trevett nicht aus, um Priscilla und Maximilla zu den Führungspersönlichkeiten der Neuen Prophetie zu erklären, denen Montanus nur zugearbeitet habe. Sie nimmt daher ein Führungstrio an.
Eusebius zitierte einen Anonymus mit der Behauptung, Montanus sei ein Neubekehrter gewesen, der um das Jahr 172 oder 173 im Dorf Ardabau in Mysien plötzlich in ekstatische Zustände geraten sei und orakelartige, der kirchlichen Lehre widersprechende Prophezeiungen von sich gegeben habe. Erst seit dem 4. Jahrhundert wurde verbreitet, Montanus sei vor seiner Konversion zum Christentum Priester eines anderen Kultes gewesen, und zwar entweder ein Priester des Apollon oder (so Hieronymus) ein Eunuch des Kybelekults. Der von Eusebius zitierte Anonymus teilt als Gerücht mit, Montanus und Maximilla hätten „wie der Verräter Judas“ Selbstmord durch Erhängen begangen. Dies ist offenbar gegnerische Polemik. Historisch wahrscheinlich ist, dass Maximilla aus dem Gründungstrio der Neuen Prophetie am längsten lebte und die Bewegung zuletzt allein leitete; Maximillas Todesdatum lässt sich auf das Jahr 179 errechnen.
Bei den Anhängern der Neuen Prophetie wurden die Aussprüche (Logien) ihrer Führungspersönlichkeiten gesammelt und überliefert; ein Logion des Montanus wurde von Epiphanios von Salamis zitiert und vermittelt einen Eindruck vom Selbstverständnis des phrygischen Charismatikers. Demnach spricht Gott durch ihn: „Siehe, der Mensch ist wie eine Leier, und ich fliege über sie wie ein Plektron. Der Mensch schläft und ich erwecke ihn.“ Heidrun Elisabeth Mader kommentiert, dass in den insgesamt vier Logien, die von Montanus überliefert sind, Gott Vater, der Schöpfer, in der Ich-Form durch den Propheten redet. Sprachlich war Montanus an der Septuaginta geschult, im Musik-Gleichnis klingen hellenistische Motive (Philon von Alexandria) an. Was Montanus in der Ekstase erlebte, sei für alle Menschen (nicht nur für besonders begabte Propheten) möglich.
Kennzeichnend für die Neue Prophetie war ein charismatisches Verhalten mit ekstatischen Zuständen und strengen Fastenvorschriften, beispielsweise sollten Gläubige auf Baden, Sexualität und Schlaf verzichten. Viele Christen sympathisierten mit den strengen Regeln, so auch der bedeutende frühchristliche Theologe Tertullian. In der Frühzeit der Neuen Prophetie wurden die kleinen phrygischen Orte Pepouza und Tymion als „Jerusalem“ bezeichnet, womit wahrscheinlich gemeint war, dass dort ein ideales Zusammenleben der Christen wie in der Jerusalemer Urgemeinde realisiert wäre. Wohl erst nachträglich wurde daraus die Erwartung, dass das im Neuen Testament erwähnte „Neue Jerusalem“ (Offb 21,2 ) in der Nähe des phrygischen Dorfes Pepouza herabsteigen würde.